# تشاسلاو
تشاسلاو (به چکی: Čáslav) یک منطقهٔ مسکونی و شهرستان دارای شهرک سابقاً روستا در جمهوری چک است که در ناحیه کوتنا هورا واقع شده‌است. تشاسلاو ۱۰٬۳۷۸ نفر جمعیت دارد.